# A Democracia (Uruguai)
A Democracia foi um periódico brasileiro editado no exílio, em Rivera.
Foi criado e manteve-se sob os auspícios de José Antônio Flores da Cunha, e tinha o objetivo de desmoralizar a administração de Getúlio Vargas e seu Estado Novo, circulou de período de 22 de junho de 1938 a 11 de maio de 1939.